# Theumella typica
Theumella typica är en spindelart som beskrevs av Embrik Strand 1906. Theumella typica ingår i släktet Theumella och familjen Prodidomidae.
Artens utbredningsområde är Etiopien. Inga underarter finns listade i Catalogue of Life.